# Palazzo Carli (L'Aquila)
Palazzo Carli è un palazzo storico dell'Aquila.
Dal 1954 al 2009 è stato sede del rettorato e degli uffici dell'Università degli Studi dell'Aquila.

## Storia
Il palazzo venne costruito su una preesistenza databile al XVI secolo, di cui vi è scarna documentazione; l'edificio tuttavia è riportato nella pianta incisa da Giacomo Lauro, su disegno del Fonticulano, nel 1622. Acquistato dall'illustre famiglia dei Carli, che vi si trasferì dal precedente palazzo Carli Benedetti nel corso del XVII secolo, rimase gravemente danneggiato dal terremoto dell'Aquila del 1703.
Tra il 1708 ed il 1725, il palazzo venne ricostruito per volere dei fratelli Bartolomeo, Ludovico e Marcello Carli che inglobarono, in un involucro dal gusto tardobarocco, la preesistenza cinquecentesca. La struttura era concepita come un «palazzo-bottega», ovvero un edificio praticamente autonomo dove, oltre alle abitazioni, erano collocati i laboratori e le attività commerciali della famiglia. Subì alcuni danni in seguito al terremoto della Marsica del 1915, venendo puntellato e consolidato negli anni seguenti.
Nel 1954, con l'istituzione dell'Università degli Studi dell'Aquila, ne divenne sede del rettorato e degli uffici. Alla morte di Vincenzo Rivera, fondatore dell'ateneo, gli fu intitolata la piazza antistante il palazzo, in precedenza nota come Piazza dell'Annunziata, dalla presenza dell'omonima chiesa.
Il palazzo ha subito gravissimi danni dal terremoto dell'Aquila del 2009, con crolli localizzati sull'ala di via Roma, lesioni diffuse e compromissione di tutti gli orizzontamenti. L'edificio è puntellato e in attesa di essere consolidato e restaurato. Dal 2017, il rettorato dell'Università ha sede nel prospiciente Palazzo Camponeschi.

## Descrizione
Palazzo Carli ha sede nel cuore del quarto di San Pietro, nella piazza dell'Annunziata oggi intitolata a Vincenzo Rivera, fondatore dell'Università degli Studi dell'Aquila. È situato all'incrocio cardo-decumanico tra l'asse longitudinale di via Roma-via Andrea Bafile e quello trasversale di via Cascina-via dell'Annunziata, a margine di un'insolita piazza triangolare dominata alla base dalla chiesa dell'Annunziata.
Costituisce un enorme aggregato di forma trapezoidale — avente dimensioni massime di circa 74 m sul lato lungo e 40 m su quello corto, per un'impronta a terra di quasi 3 000 m² — suddiviso in due edifici, ciascuno avente una corte centrale. In alzato si sviluppa su tre livelli con attico, cui si aggiunge un piano seminterrato.
La facciata principale, su piazza Rivera, presenta un barocco maturo ed è caratterizzata da un notevole dislivello tra la parte alta, in corrispondenza di via Roma, e quella bassa, in corrispondenza di via Forcella; anche per questo motivo, il portale a tutto sesto decentrato rispetto all'asse del prospetto, che presenta — come i concittadini Palazzo Fibbioni e Palazzo Rivera — l'assembramento delle finestre nella parte centrale. La facciata su via Roma presenta due portali, uno dalle forme settecentesche in corrispondenza dell'edificio di piazza Rivera ed uno assai slanciato, databile alla metà del XVI secolo, per l'edificio retrostante. Come nel caso di Palazzo Carli Benedetti, l'angolo tra le due facciate è segnato da un massiccio cantonale in bugnato.
All'interno, il cortile principale è porticato su quattro lati e vede, al piano nobile, una fila di finestre decorate con raffinate cornici d'influenza barocca.